# Copa de Naciones de la CFU 1981
La Copa de Naciones de la CFU 1981 fue la tercera edición de este torneo de fútbol a nivel de selecciones nacionales organizado por la Unión Caribeña de Fútbol, el cual contó con la participación de 11 selecciones nacionales del Caribe, una menos que en la edición anterior, incluyendo por primera vez a Puerto Rico, Barbados y Santa Lucía.
Trinidad y Tobago fue el vencedor de la cuadrangular final disputada en Puerto Rico para coronarse campeón del torneo por primera ocasión, mientras que Haití, campeón de la edición anterior, no participó en el torneo.

## Fase Preliminar
| Equipo 1 | Agr.  | Equipo 2          | Ida | Vuelta |
| -------- | ----- | ----------------- | --- | ------ |
| Jamaica  | 2-4   | Trinidad y Tobago | 2-0 | 0-4    |
| Barbados | w.o.1 | Santa Lucía       | -   | -      |

1- Santa Lucía abandonó el torneo.

## Primeira Fase
| Equipo 1                     | Agr.        | Equipo 2          | Ida | Vuelta |
| ---------------------------- | ----------- | ----------------- | --- | ------ |
| Barbados                     | 2-2 2-4 (p) | Trinidad y Tobago | 1-1 | 1-1    |
| Guadalupe                    | 8-2         | Dominica          | 5-0 | 3-2    |
| Surinam                      | 4-41        | Guayana Francesa  | 3-1 | 1-3    |
| San Vicente y las Granadinas | 4-2         | Martinica         | 2-1 | 2-1    |

1- Surinam venció a Guayana Francesa 1-0 en un partido de desempate.

## Segunda Fase
| Equipo 1  | Agr. | Equipo 2                     | Ida | Vuelta |
| --------- | ---- | ---------------------------- | --- | ------ |
| Surinam   | 3-4  | Trinidad y Tobago            | 1-1 | 2-3    |
| Guadalupe | 4-3  | San Vicente y las Granadinas | 3-0 | 1-3    |

## Tercera Fase
| Equipo 1                     | Agr. | Equipo 2 | Ida | Vuelta |
| ---------------------------- | ---- | -------- | --- | ------ |
| San Vicente y las Granadinas | 5-4  | Surinam  | 2-1 | 3-3    |

## Fase Final
Todos los partidos se jugaron en Puerto Rico.
| Equipo 1                     | Resultado | Equipo 2                     |
| ---------------------------- | --------- | ---------------------------- |
| Puerto Rico                  | 1-1       | Guadalupe                    |
| Trinidad y Tobago            | 2-0       | San Vicente y las Granadinas |
| San Vicente y las Granadinas | 2-0       | Puerto Rico                  |
| Guadalupe                    | 0-2       | Trinidad y Tobago            |
| San Vicente y las Granadinas | 3-1       | Guadalupe                    |
| Trinidad y Tobago            | 6-0       | Puerto Rico                  |

### Quadrangular Final
| Nación                       | J | G | E | P | GF | GC | GD  | Pts. |
| ---------------------------- | - | - | - | - | -- | -- | --- | ---- |
| Trinidad y Tobago            | 3 | 3 | 0 | 0 | 10 | 0  | +10 | 6    |
| San Vicente y las Granadinas | 3 | 2 | 0 | 1 | 5  | 1  | +4  | 4    |
| Guadalupe                    | 3 | 0 | 1 | 2 | 2  | 6  | –4  | 1    |
| Puerto Rico                  | 3 | 0 | 1 | 2 | 1  | 9  | –8  | 1    |

## Campeón
| Copa de Naciones de la CFU 1981 |
| ------------------------------- |
| Bandera de Trinidad y Tobago    |
| Trinidad y Tobago 1º Título     |